# Elena Golovina
Elena Viktorovna Golovina (in russo Елена Викторовна Головина?; Komarovo, 16 febbraio 1961) è un'ex biatleta sovietica.
Ai XVI Giochi olimpici invernali di Albertville 1992 ha fatto parte della squadra unificata.

## Biografia
In Coppa del Mondo ottenne il primo podio, nonché primo risultato di rilievo, il 19 gennaio 1989 a Borovec (2ª) e la prima vittoria il 21 gennaio successivo nella medesima località. Nella stagione 1989 si aggiudicò la coppa di cristallo.
In carriera prese parte a un'edizione dei Giochi olimpici invernali, Albertville 1992 (20ª nella sprint, 22ª nell'individuale), e a sei dei Campionati mondiali, vincendo dieci medaglie.

## Palmarès

### Mondiali
- 12 medaglie:
  - 10 ori (staffetta a Egg am Etzel 1985, sprint[2] e staffetta a Lahti/Lake Placid 1987; staffetta a Chamonix 1988; staffetta, gara a squadre a Feistritz 1989; staffetta, gara a squadre a Minsk/Oslo/Kontiolahti 1990; staffetta, gara a squadre a Lahti 1991)
  - 1 argento (individuale[2] a Minsk/Oslo/Kontiolahti 1990)
  - 1 bronzo (sprint[2] a Lahti 1991)

### Coppa del Mondo
- Vincitrice della Coppa del Mondo nel 1989
- 7 podi (tutti individuali[1]), oltre a quelli conquistati in sede iridata e validi anche ai fini della Coppa del Mondo:
  - 4 vittorie
  - 2 secondi posti
  - 1 terzo posto

#### Coppa del Mondo - vittorie
| Data            | Località    | Nazione   | Specialità |
| --------------- | ----------- | --------- | ---------- |
| 21 gennaio 1989 | Borovec     | Bulgaria  | SP         |
| 2 marzo 1989    | Hämeenlinna | Finlandia | IN         |
| 4 marzo 1989    | Hämeenlinna | Finlandia | SP         |
| 17 gennaio 1991 | Ruhpolding  | Germania  | IN         |

Legenda:

IN = individuale

SP = sprint